# Jessica Roitman
Jessica Vance Roitman (Richmond (Kentucky), 1971) is een Amerikaans historica, gespecialiseerd in de geschiedenis van de Joodse diaspora in het Caribisch gebied en in Atlantische koloniale gemeenschappen van de vroegmoderne tijd tot het eind van de 19e eeuw. Sinds 1 februari 2021 is zij hoogleraar Joodse studies aan de faculteit religie en theologie van de Vrije Universiteit Amsterdam.

## Leven en werk
Roitman haalde in 1993 een bachelor Religion aan het Maryville College en in 1996 een master Latin American Studies aan de Vanderbilt University in de Verenigde Staten. Zij raakte geïnteresseerd in de Joodse geschiedenis tijdens een verblijf in Brazilië. Daar ontdekte zij dat de eerste synagoge in Latijns-Amerika in 1636 is gesticht door Portugese Joden die in Nederland leefden. Nadat zij verhuisd was naar Nederland, werkte zij aan de Universiteit Leiden, waar zij in 2009 promoveerde op de interculturele handel en de Sefardische Joden in 1595-1640.
Zij heeft onderzoek gedaan naar de verhouding tussen Sefardische en Asjkenazische Joden in Amsterdam tussen 1500 en 1800, de geschiedenis van Joden in de Atlantische wereld, het Caribische Jodendom, de geschiedenis van het Nederlandse kolonialisme in het Caribisch gebied, slavernij, vrije mensen van kleur en het snijvlak van ras, religie en kolonialisme in de Amerika's. Haar latere onderzoek concentreert zich op de interactie van minderheidsgroepen in koloniale gebieden, zoals Joodse kolonisten en slaafgemaakten in Curaçao.
Sinds 1 februari 2021 is zij hoogleraar Joodse studies aan de faculteit religie en theologie van de Vrije Universiteit Amsterdam. Haar leerstoel is verbonden met het Menasseh Ben Israel Instituut, waarin de Vrije Universiteit samenwerkt met de Universiteit van Amsterdam en het Joods Historisch Museum.
Roitman geeft colleges over antisemitisme, islamofobie, Joden en judaïsme, de Amsterdamse Joodse cultuur, en religieus erfgoed in Amsterdam.

## Publicaties

### Boeken
- Jessica Roitman (2011). The Same But Different?: Inter-Cultural Trade and the Sephardim, 1595-1640. Brill, Leiden. ISBN 9789004202764.
- Gert Oostindie, Jessica Roitman (2014). Dutch Atlantic Connections, 1680-1800: Linking Empires, Bridging Borders. Brill, Leiden. ISBN 9004271325.

### Artikelen
- 2012 - Re-positioning the Dutch in the Atlantic, 1680-1800 in: Itinerario. 36, 2, pag. 129-160 (met Gert Oostindie)
- 2012 - Creating Confusion in the Colonies: Jews, Citizenship, and the Dutch and British Atlantics in: Itinerario 36-2: 55-90
- 2013 - A Flock of Wolves Instead of Sheep: The Dutch West India Company and conflict resolution in the Jewish Community of Curacao in the 18th Century in: Jane Gerber (red.), The Jewish Diaspora in the Caribbean, pag. 85-105. Oxford: Littman Library of Jewish Civilization
- 2014 - Introduction in: Dutch Atlantic Connections, 1680-1800; Linking empires, bridging borders. Leiden: Brill/KITLV Press, pag. 1-21 (met Gert Oostindië)
- 2014 - Portuguese Jews, Amerindians, and the frontiers of encounter in colonial Suriname in: New West Indian Guide 88-1&2: 18-52
- 2014 - Adultery Here and There: Crossing Sexual Boundaries in the Dutch Jewish Atlantic in: Gert Oostindie and Jessica Vance Roitman (red.), Dutch Atlantic Connections, 1680-1800: Linking Empires, Bridging Borders, pag. 185-223. Leiden: Brill (met Aviva Ben-Ur)
- 2015 - Economie, imperium en eschatologie: de mondiale context van de joodse immigratie in de Amerika’s tussen 1650 en 1670 in: Julie-Marthe Cohen (red.), Joden in de Cariben. pag. 40-53/ Zutphen: Walburg (met Gert Oostindie)
- 2015 - Fighting a Foregone Conclusion: Local Interest Groups, West Indian merchants, and St. Eustatius, 1780-1810 in: Tijdschrift voor Sociale en Economische Geschiedenis 12 no. 1 (met Han Jordaan)
- 2015 - What’s wrong with being right? in: Blog Posts, Spotlight on the Caribbean by KITLV
- 2015 - The More Things Change, The More They Remain The Same: Police on the Windward Islands in: Daily Herald, 16 mei
- 2015 -  Being speculative is better than to not do it at all: an interview with Natalie Zemon Davis‘ in: Itinerario 39 no. 1 (met Karwan Fatah-Black)
- 2015 - A war of words: Sephardi merchants, (inter) national incidents, and litigation in the Dutch Republic, 1580–1640 in: Jewish Culture and History. 16, 1, pag. 24-44
- 2016 - ‘We Take Care of Our Own’: The Origins of Oligarchic Politics in St. Maarten in: European Review of Latin American and Caribbean Studies. 102, pag. 69 88 pag. (met Wouter Veenendaal)
- 2016 - Memoir of a Youth Cut Short. A Review of Isaac Lipschits. Undeliverable; A letter of reminiscence in: H-Low-Countries
- 2016 - The repercussions of rumor; An adultery case from Curaçao in: A Sephardic pepper-pot in the Caribbean (red. Michael Stedemund Halevy)
- 2016 - The Place of the Vultures: Cuba on the Cusp of Change in: Blog Posts, News Items, Spotlight on the Caribbean by KITLV
- 2016 - Once lost, now found in: Blog Posts, News Items, Spotlight on the Caribbean by KITLV
- 2016 - Land of Hope and Dreams: Slavery and Abolition in the Dutch Leeward Islands, 1825-1863 in: Slavery & Abolition. 37, 1, pag. 1-23
- 2017 - ”A mass of mestiezen, castiezen, and mulatten”: Fear, freedom, and people of color in the Dutch Antilles, 1750-1850 in: Atlantic Studies: Global Currents. 14, 3, pag. 399-417
- 2017 - The price you pay: Choosing family, friends, and familiarity over freedom in the Leeward Islands, 1835-1863 in: Jeff Fynn-Paul, Damian Pargas, Slaving zones: Cultural identities, ideologies, and institutions in the evolution of global slavery, pag. 249-276
- 2017 - The futility of utility,  in: Blog Posts, News Items by KITLV
- 2017 - Monuments, Memory, and Melodrama, KITLV
- 2017 - Gloria Wekker, White Innocence: Paradoxes of Colonialism and Race in: H-Low-Countries
- 2018 - Second is best; Dutch colonization on the “Wild Coast" in: Lou Roper (red.), Colonization and Cultural Interaction in the Seventeenth- Century Caribbean, University of South Carolina Press, pag. 61-75
- 2019 - Review of The Torrid Zone in: New West Indian Guide (met Tom Weterings, Giovanni Venegoni, Barry Stiefel, L.H. Roper)

## Onderscheidingen
- 2009 -  Beurs van de Universiteit van Pennsylvania, Katz Center for Advanced Judaic Studies
- 2009-2011 - Rubicon Grant, Birkbeck College, Universiteit van Londen
- 2014 - Beurs van de University of Southern California en Huntington Library[7]

## Persoonlijk
Roitman is getrouwd met een Nederlandse man en heeft een zoon.
- Biblioteca Nacional de España: XX5102046
- Gemeinsame Normdatei: 132271478
- International Standard Name Identifier: 0000 0000 4230 9584
- Nationale Bibliotheek van Israël: 987007312393605171
- Système universitaire de documentation: 102191573
- Virtual International Authority File: 76630498